# Masacre de Dominopol
Dominopol (ruso: Доминополь; ucraniano: Домінопіль) ya no existe. El 11 de julio de 1943, en el punto álgido de las masacres de polacos en Volhynia, el pueblo fue atacado por un escuadrón de la muerte del Ejército Insurgente Ucraniano ayudado por los campesinos ucranianos, y todos los polacos étnicos sin importar la edad y el sexo fueron torturados y asesinados.[cita requerida] Antes de la Segunda Guerra Mundial, Dominopol era un pueblo de las regiones orientales de la Segunda República Polaca, situado en la Gmina Werba, Powiat Włodzimierz del Voivodato de Wołyń. La zona fue invadida por la Unión Soviética en 1939 y durante la Operación Barbarroja anexionada por la Alemania nazi al Reichskommissariat de Ucrania en 1941. La localidad de Dominopol se encuentra ahora en la zona de Volodymyr-Volynskyi Raion del Óblast de Volyn en la Ucrania soberana.

## La masacre
La política que Polonia llevó a cabo durante los años 1920 a 1939 con respecto a los lugareños, destruyendo las iglesias, la política de la lengua polaca y dando tierras a los campesinos polacos, llevó a que los lugareños tuviesen que luchar para sobrevivir.
La masacre de Dominopol fue única porque estuvo precedida por la ejecución en el bosque de varias docenas de jóvenes partisanos polacos (de 15 a 20 años) entrenados por los antiguos oficiales del ejército polaco, entre ellos Stanisław Dąbrowski, que fueron engañados para que creyeran en la resistencia conjunta polaco-ucraniana bajo el paraguas del Ejército Insurgente Ucraniano (UPA). La mayoría de las víctimas civiles en Dominopol fueron asesinadas con hachas y cuchillos. Su número sigue siendo objeto de debate. Algunas fuentes estiman que los nacionalistas ucranianos asesinaron a unas 60 familias polacas en el pueblo, lo que supone unas 490 personas, incluidos los niños. Otras fuentes sitúan el número de víctimas entre 220 y 250, basándose en la documentación existente. Posteriormente, las posesiones de los polacos asesinados fueron saqueadas por campesinos ucranianos que también participaron en la masacre, y el pueblo fue incendiado.
En 2002, debido a los esfuerzos de la Asociación de Polacos Asesinados en el Este de Zamość, se erigió una cruz conmemorativa donde una vez estuvo Dominopol.